# Димитър Миленков (квартал)
„Димитър Миленков“ е квартал в източната част на София, в район „Искър“ на Столичната община.

## История
Квартал „Димитър Миленков“ е създаден в рамките на София преди повече от 55 години. Заселен е с бивши жители на трите села – Калково, Шишманово и Горни Пасарел, залети при напълването на язовир „Искър“ през 50-те години на XX век. Населен е предимно от българи и малко роми.
Градоустройственият план на квартала е обнародван в „Държавен вестник“ и влиза в сила от края на 2015 г.

## Граници
Разположен е северно от последната част на бул. „Цариградско шосе“. Граничи на запад с р. Искър (и през нея с Индустриална зона „Искър“ около жп гара Искър), на север с железопътната линия за Пловдив (и след нея с кв. „Абдовица“). На юг и югоизток от квартала е Миленковото езеро (и после дворцовият парк „Врана“), а на изток са Казиченското езеро и язовир „Казичене“ и след тях село Казичене, през което преминава източният дял от Околовръстния път. Считан е за силно озеленена зона.

## Инфраструктура
Изградени са повече от 360 еднофамилни къщи, голям стадион, складова база. Има нова логистична база, което допринася за бизнеса поради разположението на квартала близо до Летище София и индустриална зона „Искър“.
Кварталът има добри връзки с другите части на града. Обслужва се чрез автобусна линия № 10. Най-близката метростанция „Искърско шосе“, разположена на 2 километра от квартала, е открита на 2 април 2015 г. До нея може да се достигне чрез същата автобусна линия 10. Свързан е с железопътната мрежа чрез гара Искър и жп спирка Дружба (край метростанцията).
За по-висока сигурност е изградено видеонаблюдение и е открит полицейски пост в началото на квартала в края на 2016 г.

## Улици и произход на имената им
| Път                           | Наречен на                                                                | Местоположение |
| ----------------------------- | ------------------------------------------------------------------------- | -------------- |
| „Авитохол“                    | Авитохол, легендарен прабългарски владетел                                | Карта          |
| „Ана Козинарова“              | Ана Козинарова (1840 – 1876), революционерка                              | Карта          |
| „Ангел Пецев“                 | ?                                                                         | Карта          |
| „Биляна“                      | ?                                                                         | Карта          |
| „Верийски мъченици“           | Четиридесет жени мъченици и мъченик Амон Дякон, раннохристиянски мъченици | Карта          |
| „Ген. Климент Джеров“         | Климент Джеров (1867 – 1916), генерал                                     | Карта          |
| „Ген. Константин Каварналиев“ | Константин Каварналиев (1866 – 1913), генерал                             | Карта          |
| „Ген. Пантелей Киселов“       | Пантелей Киселов (1863 – 1927), генерал                                   | Карта          |
| „Гена Велева“                 | Гена Велева (1902 – 1979), революционерка                                 | Карта          |
| „Илиева нива“                 | Илиева нива, местност в Ивайловградско                                    | Карта          |
| „Инж. Иван Ночев“             | Иван Ночев (1916 – 1991), инженер                                         | Карта          |
| „Ирник“                       | Ирник, легендарен прабългарски владетел                                   | Карта          |
| „Капитан Дядо Никола“         | Капитан дядо Никола (1800 – 1856), революционер                           | Карта          |
| „Крушунски водопади“          | Крушунски водопади, водопад в Ловешко                                     | Карта          |
| „Петър Бакшев“                | Петър Богдан (1601 – 1674), духовник                                      | Карта          |
| „Побити камъни“               | Побити камъни, скално образувание във Варненско                           | Карта          |
| „Св. Боян Енравота“           | Енравота (? – 833), аристократ                                            | Карта          |
| „Св. Злата Мъгленска“         | Злата Мъгленска (? – 1785), мъченица                                      | Карта          |
| „Св. Олга“                    | Олга Киевска (890 – 969), киевска княгиня                                 | Карта          |
| „Св. Пантелеймон“             | Пантелеймон (275 – 303), раннохристиянски мъченик                         | Карта          |
| „Св. Тривелий“                | Тривелий Теоктист (VIII век), светец                                      | Карта          |
| „Хан Батбаян“                 | Батбаян (? – 690), прабългарски владетел                                  | Карта          |
| „Хан Кормисош“                | Кормисош (? – 756), владетел                                              | Карта          |
| „Хан Кубер“                   | Кубер (? – 705), прабългарски владетел                                    | Карта          |